# 4,2 cm PaK 41

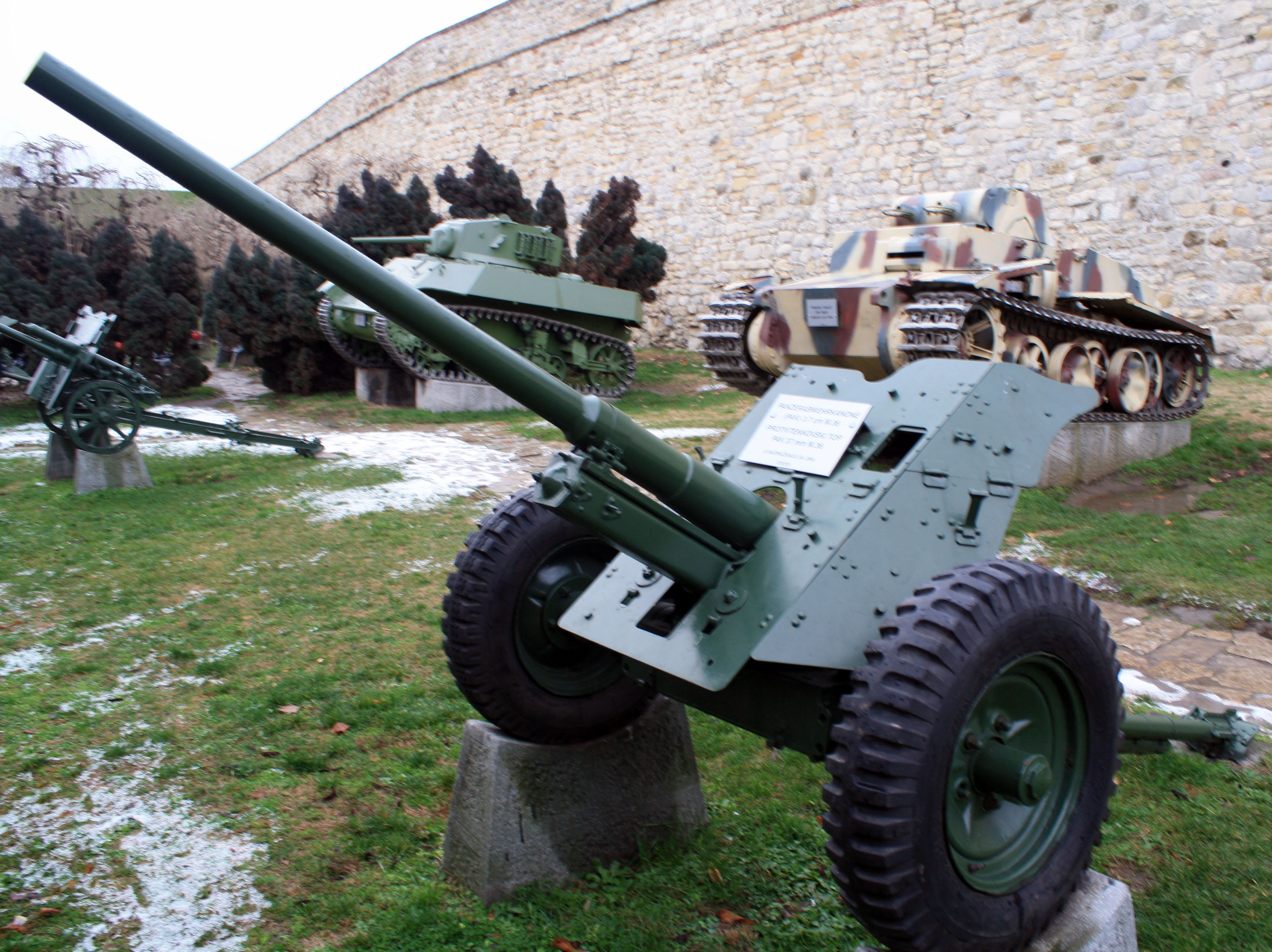
4,2 cm Pak. 41 (со снятым вторым наружным щитом) в Калемегдане, на пушке табличка с ошибочной подписью.

4,2 cm Pak 41 (нем. 4,2 cm Panzerjägerkanone 41 — 4,2-см противотанковая пушка 41) — немецкая лёгкая 42-мм противотанковая пушка с коническим каналом ствола периода Второй мировой войны, использовалась в основном воздушно-десантными силами нацистской Германии

## Описание
Пушка 4,2 cm Pak 41 по конструкции была в целом сходной с противотанковыми пушками 3,7 cm Pak 35/36, от которых унаследовала лафет. Но выстрел Pak 41 давал более высокую начальную скорость снаряда, что обеспечивало его повышенное бронебойное действие. Это было достигнуто благодаря коническому стволу производства фирмы «Рейнметалл», калибр которого изменялся от 42 мм у казённика до 28 мм у дульного среза. Изменение калибра было произведено за счёт нескольких конических участков различной длины, последний дульный участок был цилиндрическим (около 14 см), все участки нарезные.
Вместе с достоинствами конический ствол имел и свои недостатки. Так, из-за повышенных скоростей снаряда и высоких давлений внутри канала ствола ресурс ствола оказался небольшим, порядка 500 выстрелов даже при использовании высококачественной легированной стали. Тем не менее, так как 4,2 cm Panzerjägerkanone 41 предназначалась в основном для вооружения парашютно-десантных подразделений, такой ресурс был сочтён приемлемым.
|       | 1     | 2     | 3     | 4     | 5     | 6     | 7     | 8     | 9     | 10    | 11    | 12    | Всего |
| ----- | ----- | ----- | ----- | ----- | ----- | ----- | ----- | ----- | ----- | ----- | ----- | ----- | ----- |
| 1941  |       |       |       |       |       |       |       |       |       |       |       | 14    | 14    |
| 1942  | 34    | 36    | 64    | 59    | 93    |       |       |       |       |       |       |       | 286   |
| Итого | Итого | Итого | Итого | Итого | Итого | Итого | Итого | Итого | Итого | Итого | Итого | Итого | 300   |

## Бронепробиваемость
Снаряд массой 336 г пробивал броню толщиной 87 мм с расстояния 500 м под прямым углом.

## Применение
Противотанковые пушки 4,2 cm Pak 41 поступали на вооружение дивизионов истребителей танков пехотных дивизий Вермахта и авиаполевых дивизий Люфтваффе. Находились на вооружении 100 легкопехотной дивизии Вермахта в Сталинграде. Эти орудия находились в эксплуатации до середины 1944 года, и использовались на советско-германском фронте и в Северной Африке. К ноябрю 1943 году в строю, было только 43 пушки, а на 1 марта 1945 года девять Pak 41 находились на фронте и еще 17 на складах. 